# Гарольд Лоу
Гарольд Годфрі Лоу (англ. Harold Godfrey Lowe; 21 листопада 1882 — 12 травня 1944) — валійський морський офіцер, Командер, п'ятий корабельний офіцер «Титаніка» під час його єдиного рейсу.

## Біографія
Гарольд Лоу народився 21 листопада 1882 року у Лленросі, Карнарвоншир, Уельс, в сім'ї Джорджа та Генрієтти Лоу. Батько був валлійцем, мати — англійкою. Гарольд був третім з восьми дітей у родині. У віці 14 років він втік з дому в Бармоут, де відвідував школу, і вступив на службу до торгового флоту, який працював уздовж узбережжя Західної Африки. Лоу розпочав кар'єру моряка у якості юнги на борту прибережної шхуни. У 1906 році він пройшов сертифікацію і отримав сертифікат другого помічника, потім, в 1908 році, він став першим помічником капітана. Тоді ж почав працювати на компанію «White Star Line». У 1911 році отримав сертифікат капітана і, за його власними словами, «треба отримувати досвід роботи на невеликих вітрильниках, далі переходячи до більш великим кораблів». Він служив в якості третього офіцера на суднах «Belgic» і «Tropic», у березні 1912 року призначений на «Титанік» у якості п'ятого офіцера, де мав здійснити перший у кар'єрі трансатлантичний перехід.

### Служба на «Титаніку»
Під час виходу лайнера в море зі Саутгемптона 10 квітня 1912 року Лоу ніс вахту на містку. 14 квітня 1912 року, в ніч аварії, Гарольд Лоу о 20:00 передав вахту колезі, шостому помічникові капітана Джеймсу Муді. Лоу спав у своїй каюті, коли лайнер зіткнувся з айсбергом о 23:40. Від зіткнення він не прокинувся, його вдалося розбудити тільки за півгодини. Коли Лоу прокинувся і зрозумів ситуацію, він одразу ж одягнувся, узяв револьвер і приступив до служби. Третій офіцер Герберт Пітман звинуватив Лоу в перезавантаженості шлюпки № 5. Під час її спуску офіцер Лоу накричав на директора-розпорядника «White Star Line» Брюса Ісмея, який маніакально квапив його.
Близько 1:30 ночі Лоу розмовляв з шостим помічником Муді. Хоча спускали рятувальні шлюпки № 14 і 16 по лівому борту судна, обидва офіцери вважали, що в них повинен бути хтось з офіцерів. Муді наполягав, що Лоу повинен перебувати в шлюпці № 14, а він в № 16. До моменту спуску шлюпки дифферент судна вже явно вказував на те, що пароплав потоне. При спуску шлюпки Лоу вистрілив три рази з револьвера, щоб не допустити проникнення в неї чоловіків.
Після спуску Лоу наказав шлюпці відплисти на 140 метрів від «Титаніка». Коли о 2:20 судно затонуло, Лоу почав збирати кілька рятувальних шлюпок разом. Він хотів повернутися, щоб підібрати тих, хто вижив, але були побоювання затоплення пасажирами, які опинилися у воді. Лоу перерозподілив врятованих по шлюпках, звільнивши одну з них. Однак ніхто з пасажирів і членів команди не хотів повернутися назад. Неохоче він чекав, поки крики затихнуть. Коли він повернувся, щоб підібрати тих, хто вижив, то зміг врятувати тільки чотирьох осіб, один з яких помер пізніше в ту ніч. Шлюпка Лоу була єдиною, яка повернулася за рештою людей, які перебували у крижаній воді. Після цього на човні були встановлені вітрила (Лоу єдиний використовував вітрила в ту ніч). Завдяки вітру він встиг врятувати вцілілих зі складною шлюпкою А і взяв на буксир складну шлюпку D. Лоу і його флотилія були підібрані вранці «Карпатією». На фотографії, зробленій одним з пасажирів Карпатії, ясно видно, що Лоу стоїть біля керма шлюпки № 14. Він залишався в шлюпці до тих пір, поки не переконався, що щогла і вітрила правильно встановлені.
Офіцер разом з іншими пасажирами був врятований лайнером «Карпатія» і доставлений на пірс № 54 в Нью-Йорку 18 квітня. Там він давав свідчення на засіданні Американського слідчого комітету. Як і іншим його колегам, Лоу було дозволено покинути Нью-Йорк 2 травня. Після повернення до Британії він давав свідчення на засіданні Британського слідчого комітету.

### Після «Титаніка»
У вересні 1913 року Гарольд Лоу одружився з Еллен Маріон Вайтгауз, у шлюбі з якою народилося двоє дітей, Флоренс Жозефіна і Гарольд Вільям. Він служив в Королівському військово-морському флоті під час Першої світової війни, досяг рангу командера, і, вийшовши на пенсію, переїхав з родиною в Дедженву.
12 травня 1944 року Гарольд Лоу помер у Дедженву у 61-річному віці.